# Моя боротьба (Цілком таємно)
Моя боротьба (англ. My Struggle) — 1-й епізод десятого сезону серіалу «Цілком таємно». Прем'єра в мережі «Фокс» відбулася 24 січня 2016 року. «Моя боротьба» дебютувала перед вибраною аудиторією на New York Comic Con у 2015 році, де її хвалили як фанати, так і критики. Проте ближче до прем'єри епізоду попередні рецензії були набагато критичнішими, серед іншого, щодо надмірного використання монологів і жорсткої гри акторів.
У США серія отримала рейтинг Нільсена, рівний 6.1, це означає — в день виходу її подивилися 16,19 мільйона глядачів. Якщо врахувати DVR і потокове мультимедіа, «Мою боротьбу» переглянули 21,4 мільйона глядачів.

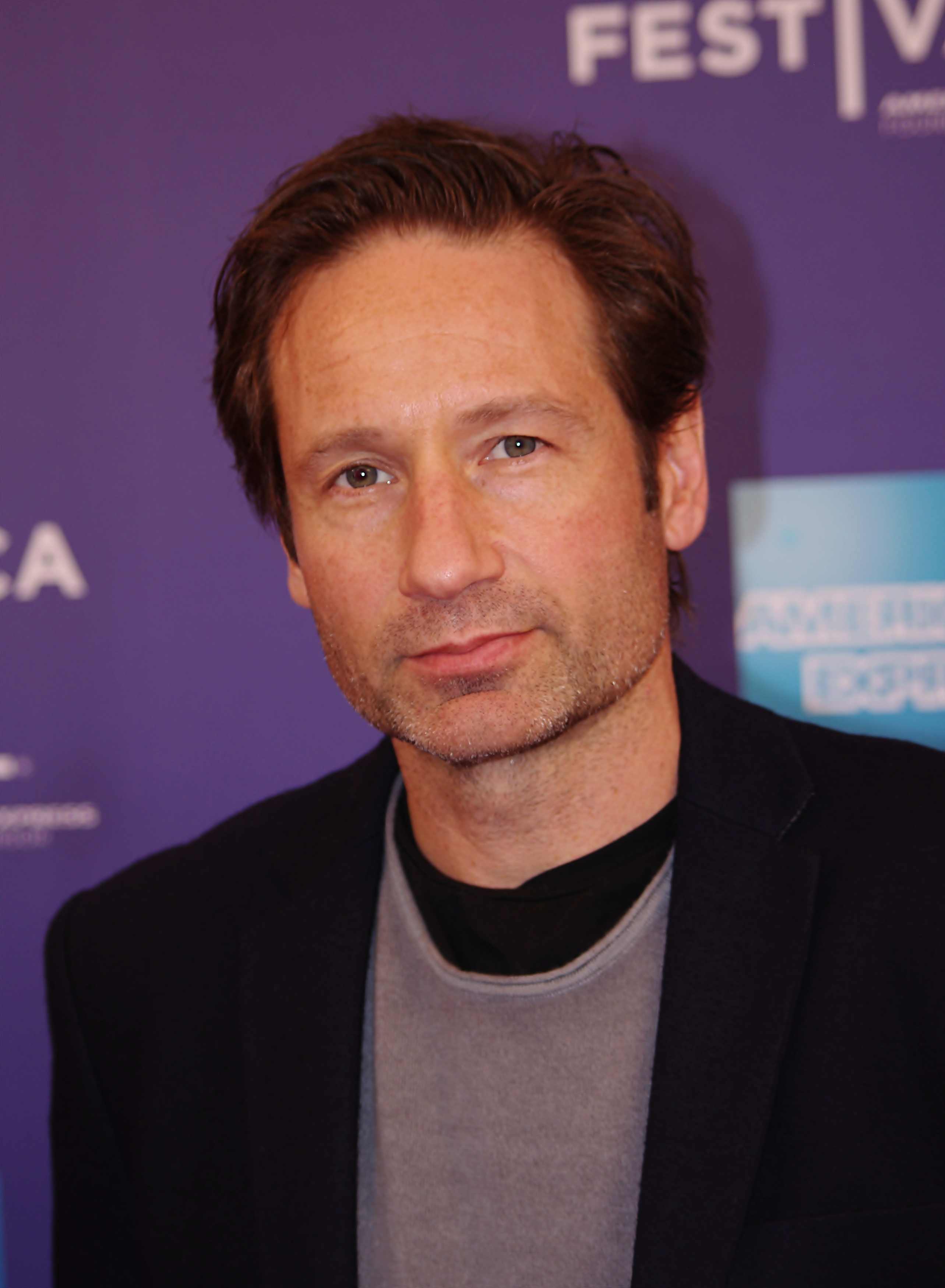

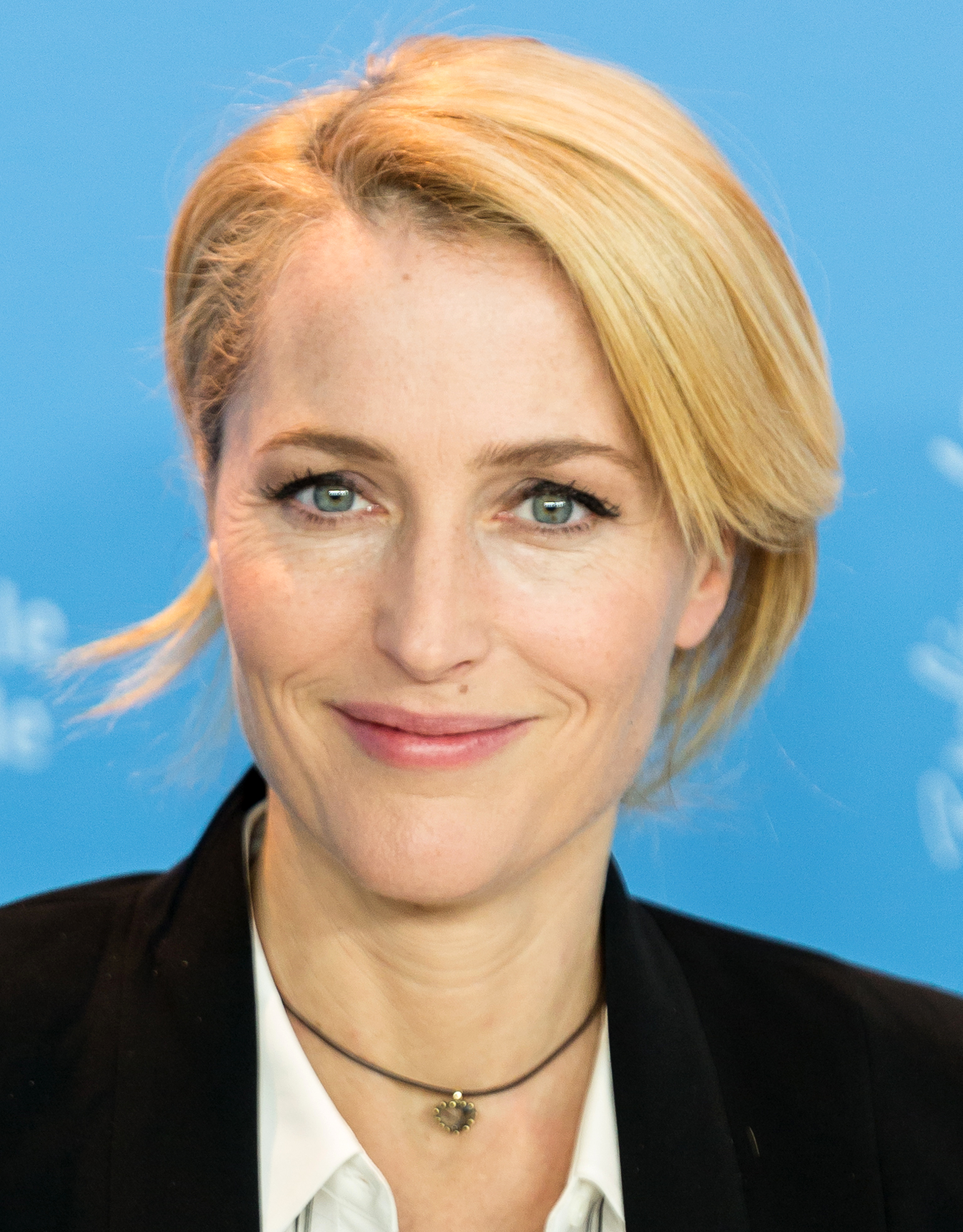

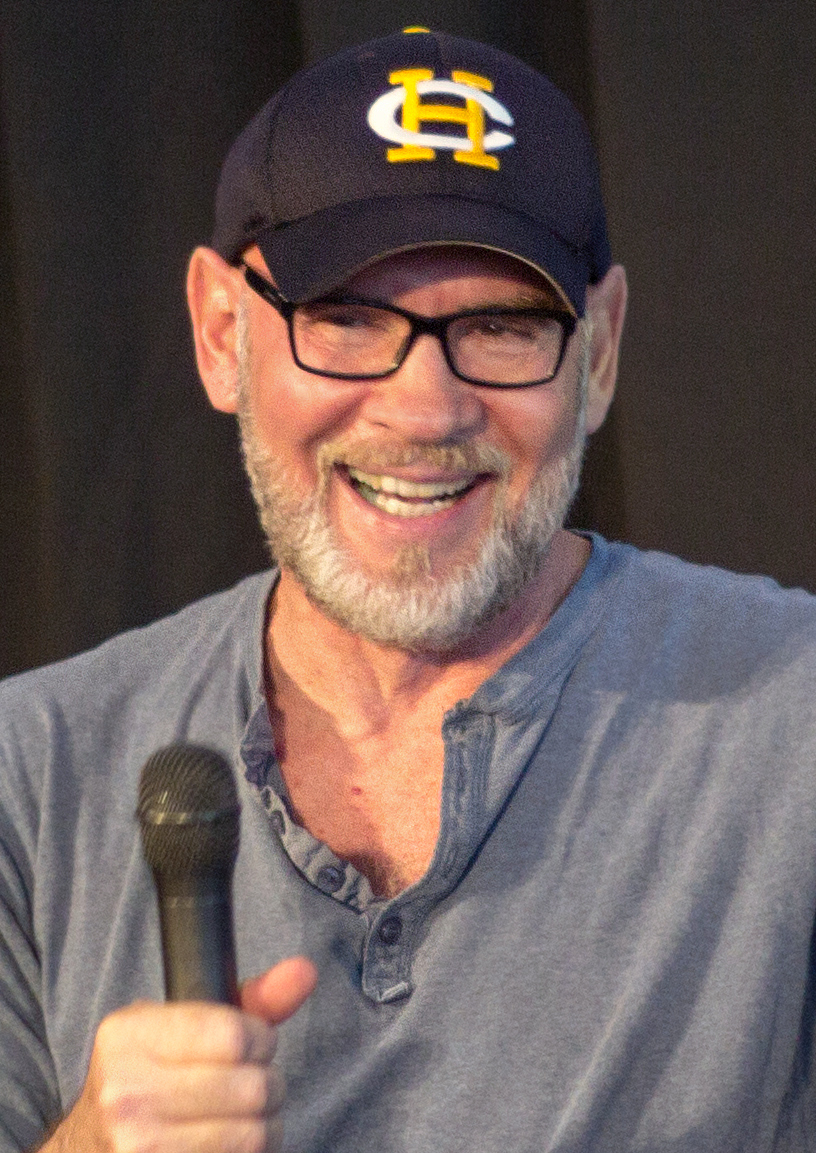

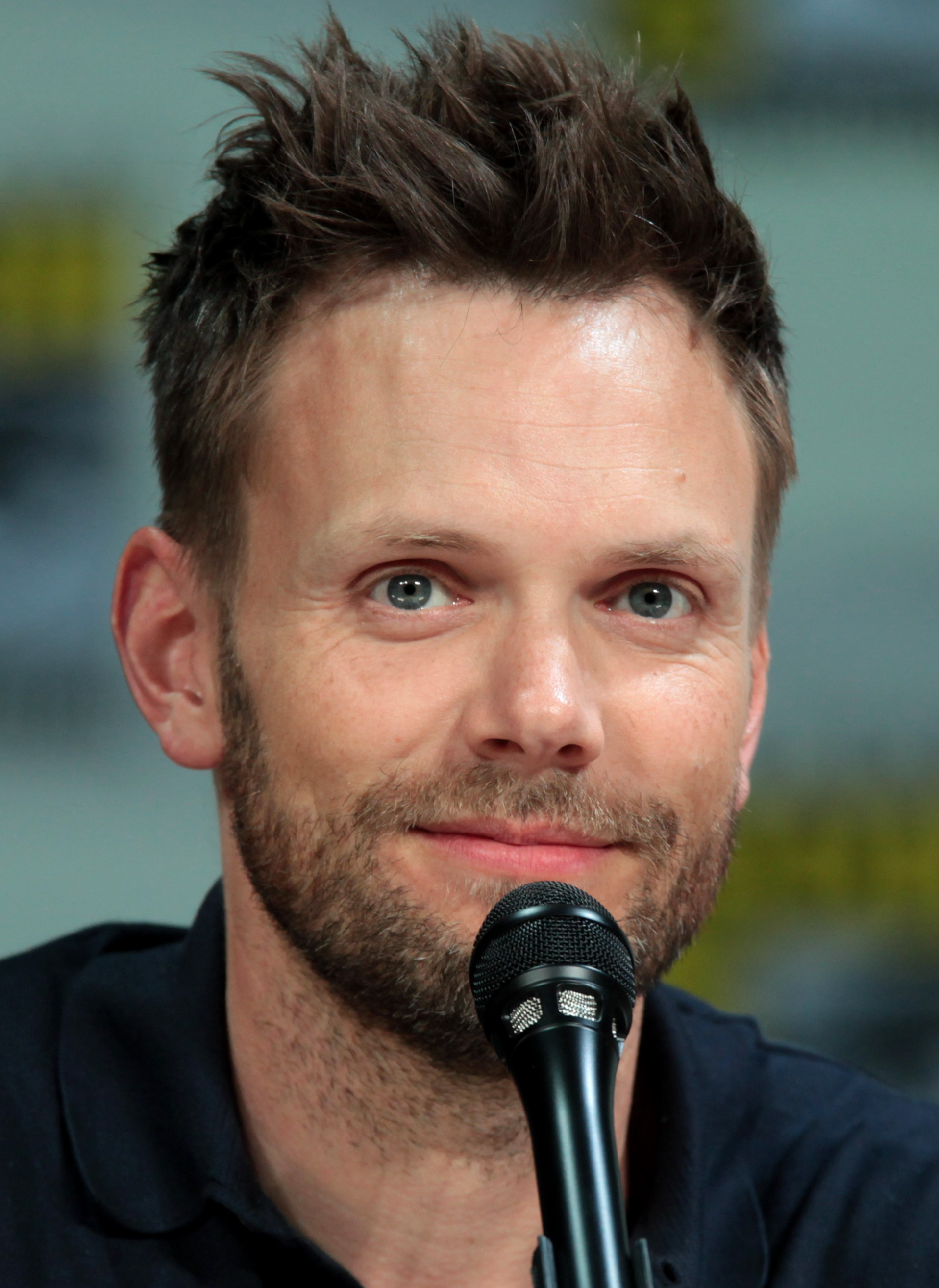

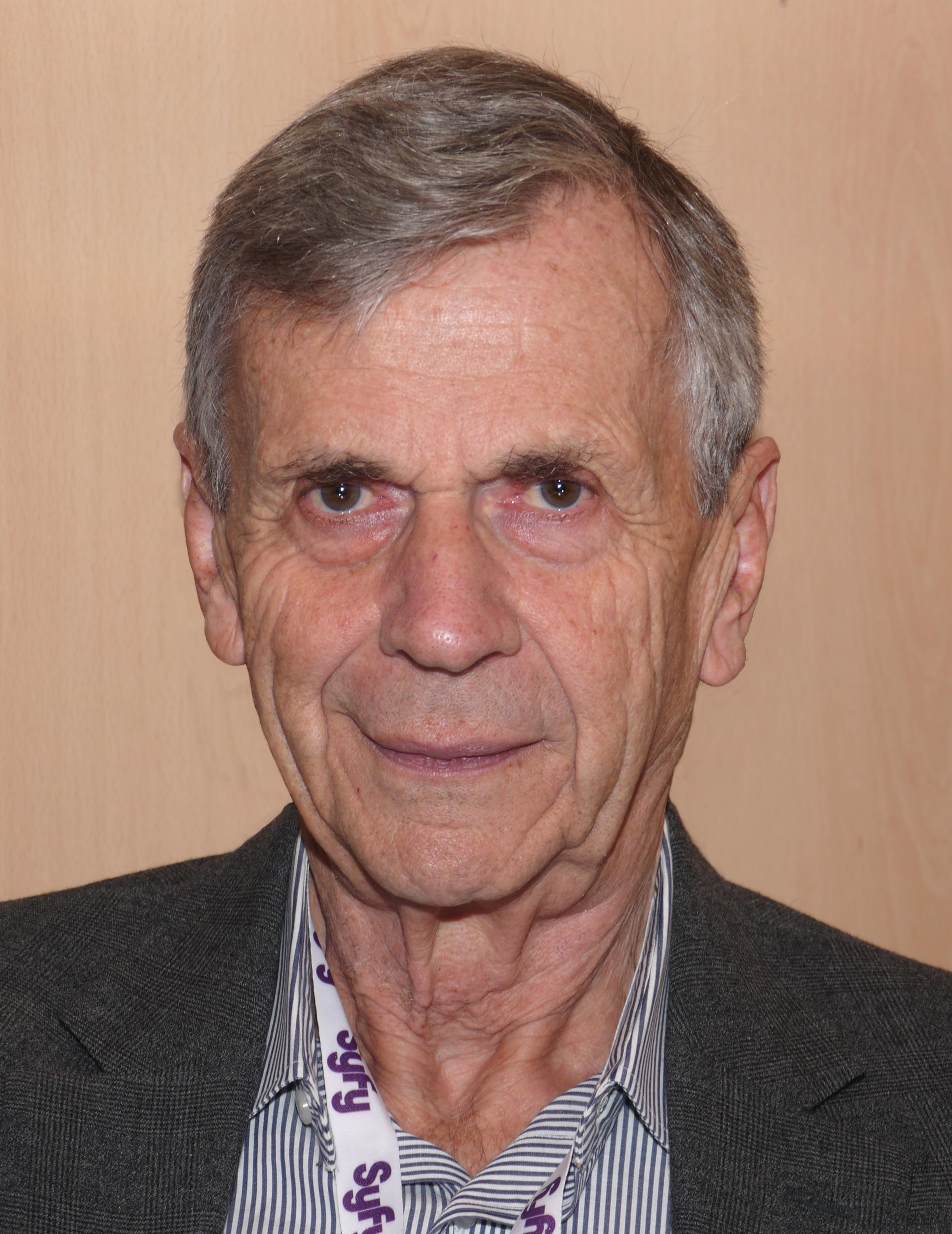

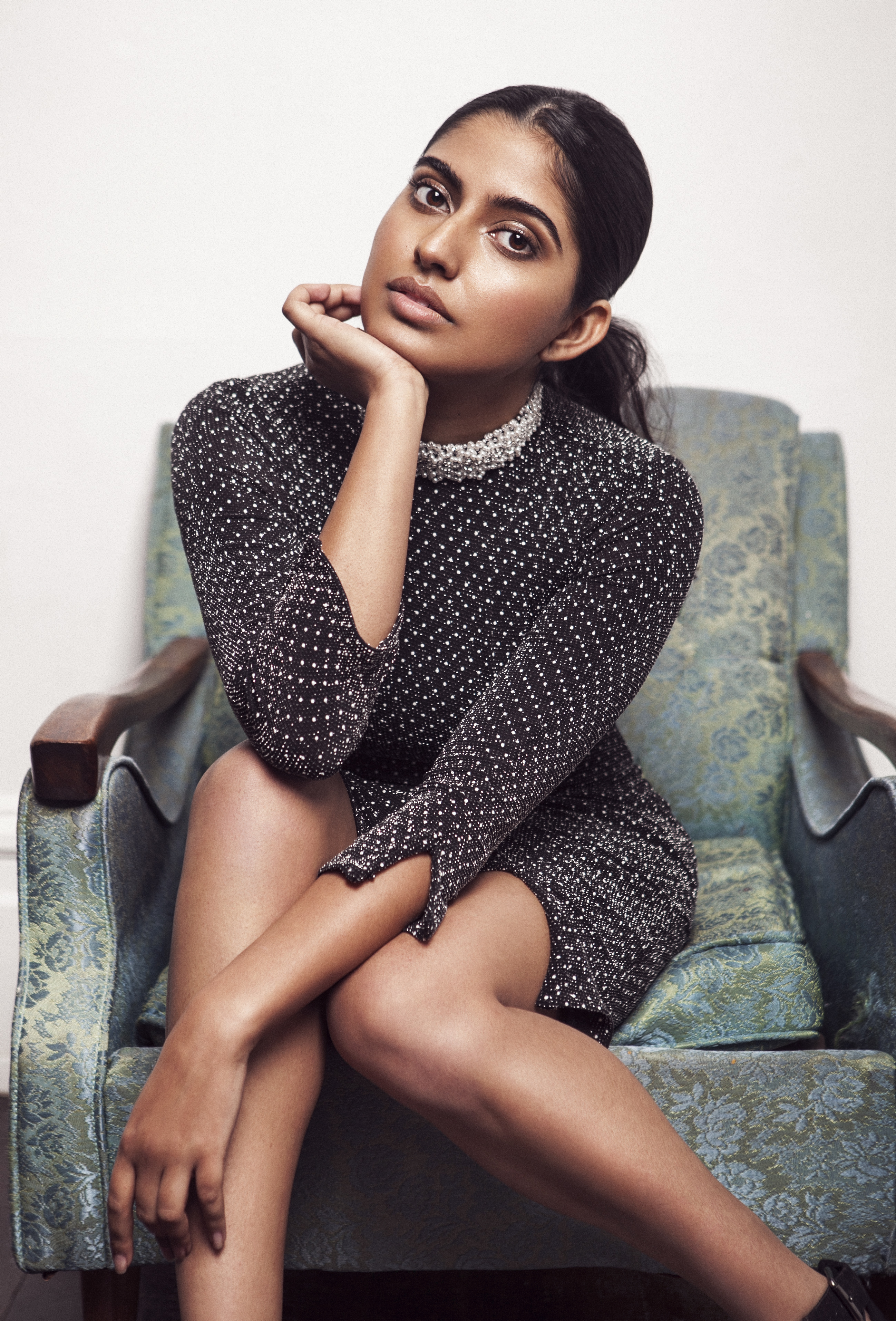

За розпорядженням помічника директора ФБР — Волтера Скіннера, Дейна Скаллі зв'язується з Фоксом Малдером — з метою, щоб він ознайомився із правим інтернет-каналом Теда О'Мейлі. О'Мейлі повідомляє, що ідея вторгнення інопланетян є димовою завісою справжньої діяльності уряду, і стверджує, що у нього є докази.

## Зміст
Істина поза межами досяжного
Монолог Фокса Малдера. Він розповідає про те, що з самого дитинства намагався розкрити природу суперечливих паранормальних явищ. Ця одержимість привела його до ФБР, де він розслідував паранормальні явища у відділі, відомому як «Цілком таємно». У 1993 році керівництво призначило до цього відділу лікаря-дослідника Дейну Скаллі, щоб спростувати твердження Малдера. 2002 року відділ було закрито — але прагнення Малдера до пошуку не зникло.
1947 рік. Люди в чорному везуть безіменного військового лікаря до місця аварії літаючої тарілки в пустелі на заході штату Нью-Мексико. Лікар із подивом оглядає НЛО. Разом із групою військових він йде кривавими слідами, що тягнуться від місця події, і виявляє пораненого прибульця. Всупереч благанням лікаря, солдати вбивають інопланетянина.
2016 рік. За дорученням помічника директора ФБР Волтера Скіннера Дейна Скаллі дзвонить Малдеру і каже, що з ним хоче зустрітися ведучий популярного конспірологічного інтернет-шоу Тед О'Меллі. Тед вважає, що розкрив велику урядову змову. Скаллі та Малдер зустрічаються у Вашингтоні, з'являється Тед О'Меллі на шикарному лімузині і відвозить їх на відокремлену ферму в Лоу-Мор (Вірджинія). По дорозі ведучий розповідає агентам про своє бачення теорії змови.
Вони знайомляться з молодою жінкою на ім'я Світлана, яка стверджує, що її неодноразово викрадали інопланетяни. Прибульці запліднювали її, та згодом вилучали зародки. Крім того, вони ввели Світлі ДНК інопланетян. Дейна погоджується перевірити слова дівчини та взяти у неї аналізи крові й ДНК. Під час медичного огляду Світлана робить кілька проникливих зауважень з приводу напружених стосунків між Скаллі та Малдером і що вона діагностувала у Фокса ендогенну депресію, змушуючи лікаря почуватися незручно. Отримавши результати аналізів, Скаллі просить зробити повторні випробування.
О'Меллі відвозить Малдера до секретного ангара, де показує йому літальний апарат трикутної форми. Він побудований із застосуванням технологій прибульців та використовує генератор вільної енергії (енергії всесвіту). Доктор демнструє Малдеру зникнення корабля на їхніх очах — використовується гравітаційний гіпердвигун (із застосуванням унумпентію).
Малдер повторно зустрічається зі Світланою і дівчина зізнається, що вигадала історію з прибульцями. Насправді, досліди на ній ставили люди. Світлана запитуж — чи не брехали інформатори Малдеру?
Малдер починає думати про те, що уряд маніпулював їм та Скаллі. Він зустрічається з колишнім військовим лікарем, який бачив уламки НЛО в пустелі Нью-Мексико, і розповідає, що бачив копію корабля прибульців, який використовує вільну енергію. Малдер вважає, що уряд використовує позаземні технології ще з часів Розвела, викрадає людей і ставить на них експерименти, видаючи їх за підступи інопланетян. Корисливі люди використовують технології прибульців проти всього людства. Старий лікар каже, що Малдер близько підібрався до таємниці, а Розвелл був лише прикриттям.
Малдер починає сумніватися в тому, що за глобальною змовою проти людства ховаються прибульці. Насправді за ним стоїть група неймовірно ділків з уряду США, які за допомогою позаземних технологій, які через кротовини привезли прибульці й використовуються вже 70 років, хочуть підкорити собі весь світ.
Тед О'Меллі хоче виступити з викриттям урядової змови. Однак у цей день Світлана виступає перед репортерами з повідомленням що Тед платив їй за брехню; його сайт припиняє роботу, а військові знищують літальний апарат та вчених, які працювали над його створенням.
Малдер та Скаллі зустрічаються на підземній парковці. Скаллі каже, що провела повторні тести ДНК Свєти та виявила в геномі сліди інопланетної ДНК. Вона також взяла кров у себе, і аналізи також виявили інопланетну ДНК. Колишні агенти ФБР отримують терміновий виклик від Скіннера.
Світлана їде в невідомому напрямку по шосе, коли раптово машина глохне. Інопланетний корабель трикутної форми, що завис у небі, підриває автомобіль.
З телефонного дзвінка Курець дізнається, що в нього виникла проблема. «Секретні матеріали» знову відкриті.
Чи справді все це вигадки? І чи справді ми самі?

## Зйомки
До зйомок Картер пояснив, що він мав «ідеї для кожного персонажа», а серіал прагнутиме розповісти свіжі історії в «дуже нових політичних умовах». Для відновлення міфології сюжетних ліній, до якої входить цей епізод, Картер зазначив, що він хотів «помавпувати і закружляти» міфологію.
Після того, як було підтверджено, що Духовни і Андерсон повернуться до виконання ролей Малдера й Скаллі, було широко поширене припущення про те, хто іще повернеться. На ранній стадії було виявлено, що Мітч Піледжі, котрий грає Волтера Скіннера, і Вільям Б. Девіс, який грає Курця, повернуться в серіал. Джоел Макгейл був оголошений як запрошена зірка в червні 2015 року, і мав гратиТеда О'Меллі, ведучого інтернет-новин, який є малоймовірним союзником Малдера. Картер взяв Макгейла на роль після його висміювання Барака Обами на вечері кореспондентів у Білому домі 2014 року. Хіро Канагава з'являється як запрошена зірка в ролі вченого Гарнера. Канагава раніше вже знімався в «Цілком таємно». Він зіграв вченого-хіміка Пітера Танаку в епізоді другого сезону «Вогнехід» та кріобіолога Йонечі в епізоді четвертого сезону «Синхронність».

## Показ і відгуки
Показ першої серії десятого сезону відбувся 24 січня 2016 року. Епізод переглянули 16,19 млн глядачів. Рейтинг Нільсена становив 6.1 у віковій групі 18-49 років. Це означає — 6,1 % жителів США у віці від 18 до 49 років, які дивилися під час показу цієї серії телевізор, обрали для перегляду саме «Мою боротьбу». «Моя боротьба» стала найрейтинговішим першим епізодом сезону після першого епізоду сьомого сезону оригінального серіалу — «Шосте вимирання», аудиторія якого склала 17,82 млн глядачів. Це також найрейтинговіша серія після епізоду восьмого сезону «Цього не може бути» (16,9 млн глядачів).
Епізод дебютував для обраної аудиторії на «Comic-Con» у Нью-Йорку 2015 року, і критики сприйняли його переважно позитивно. Седі Генніс з «TV Guide» написала: «Цей серіал одразу показує, що це не перезапуск і не витрачання грошей, а продумане продовження улюбленої франшизи». Кріс Еггерштайн з «HitFix» написав, що тон відродження дуже нагадував оригінальний серіал, і «якщо ви були фанатом старих „Секретних матеріалів“, вам, ймовірно, сподобаються нові „Секретні матеріали“. Це просто добре». Джейн Малкеррінс з «Дейлі телеграф» назвав дебют «свіжим» і «однією з яскравих» подій конвенції. Крім того, вона зазначила, що прем'єра сподобалася фанатам, які зустріли епізод на ура.
Однак попередні рецензії на «Мою боротьбу», випущену після Нью-Йоркського «Comic-Con», були більш критичними. Браян Лоурі з «Вараєті» описав початковий епізод так: «Просто важко уникнути переважного нездужання через те, що це вправа, орієнтована на угоду, шанс заробити на визнанні назви в форматі, який зменшує витрати часу для всіх зацікавлених». Подібним чином Тім Гудмен, написавши для «Голлівуд-репортер!», описав прем'єру як «дуже неприємну годину, яка змусить навіть завзятих шанувальників… задуматися, чи справді просування вперед варте часу».. Даррен Френич з «Entertainment Weekly» відзначив цей епізод оцінкою «C–», назвавши його «одним із найдивніших епізодів за всю історію» через те, що в ньому міститься «залп з ланцюгової зброї крилатої параної та крипто-рандійської антифілософії кризи середнього віку». Браян Таллеріко з «RogerEbert.com» назвав цей епізод «впертим анахронізмом» і несхвально порівняв тон із тональністю фільму 2008 року «Секретні матеріали: Я хочу вірити». Алекс Маккаун з «The A.V. Club» значною мірою висміяв «Мою боротьбу», написавши, що "епізод потурає всім найгіршим (письменницьким) тенденціям (Кріса Картера). Він особливо критично ставився до пояснювальних монологів епізоду. Зрештою, він написав, що «перший епізод демонструє деякі слабші тенденції „Секретних матеріалів“, хоча в ньому є шарм, який походить від удавання, ніби останні 15 років телебачення ніколи не відбувалися». Після того, як епізод вийшов в ефір, сценарист «The AV Club» Зак Гендлен пізніше відзначив епізод «C+» і назвав його «безладом. Але це чистий безлад, якщо це має сенс, який принаймні демонструє ввічливість припікання більшості про його незавершені справи». Незважаючи на те, що епізод має недоліки, він дійшов висновку, що йому «залишається цікаво подивитися, що станеться далі»".
Метт Фаулер з «IGN» оцінив його як «хороший» епізод у 7,2 з 10. Фаулер позитивно відгукнувся про роль Махендри в ролі Світлани, а також схвалив акцент на змові, та кінцівки епізоду. Однак він розкритикував це за «нудьгуючий, незацікавлений тон». Девід Зуравік з «The Baltimore Sun» позитивно написав про епізод, схвалюючи серіал за дослідження темної сторони американської політики; він зазначив, що цей епізод «увесь багато текстурований у сенсі темряви в центрі таємного політичного життя Америки… Мені подобаються темні культурні підводні камені, які досліджує ця серія. Але це моя думка. Відведи мене до річки та вмийся в наших найчорніших національних ділах».

## Знімалися
| Актор             | Роль           |
| ----------------- | -------------- |
| Девід Духовни     | Фокс Малдер    |
| Джилліан Андерсон | Дейна Скаллі   |
| Мітч Піледжі      | Волтер Скіннер |
| Джоель Макгейл    | Тед О'Меллі    |
| Аннет Магендру    | Світлана       |
| Хіро Канагава     | Гарнер         |
| Ренс Говард       | Старий чоловік |
| Вільям Брюс Девіс | Курець         |
| Еліза Веллані     | Медсестра      |
| Шакер Палея       | Хірург         |